# Khan Asparuh
Khan Asparuh é um filme de drama búlgaro de 1981 dirigido e escrito por Ludmil Staikov e Vera Mutafchieva. Foi selecionado como representante da Bulgária à edição do Oscar 1982, organizada pela Academia de Artes e Ciências Cinematográficas.

## Elenco
- Stoyko Peev - Asparuque da Bulgária
- Antony Genov - Belisário
- Vassil Mihajlov - Cã Cubrato
- Vania Tzvetkova - Pagão